# Диксон, Леонард Юджин
Леона́рд Юджи́н Ди́ксон (англ. Leonard Eugene Dickson; 22 января 1874 — 17 января 1954) — американский математик, автор трудов в области общей алгебры, теории групп, теории чисел, истории математики.
Член Национальной академии наук США (1913), Американской академии искусств и наук, Лондонского математического общества и Парижской академии наук. Почётный доктор Гарвардского и Принстонского университетов. Президент Американского математического общества (1917—1918). Первый лауреат премии Коула (1928).

## Биография
Родился в городке Индепенденс, штат Айова (США), в семье банкира. Окончил сначала Техасский университет (1893), затем, после защиты диссертации (1894), ещё и парижскую Сорбонну (1897). В Европе он учился у Софуса Ли (Лейпциг) и Камилла Жордана (Париж).
По возвращении в США он стал преподавать вначале в Калифорнийском университете, затем ему одновременно предложили вакансию его родной Техасский университет и Чикагский университет. Выбор был сделан в пользу Чикаго (1900 год, профессор с 1910 года), Диксон преподавал в Чикаго до конца своей карьеры (1939). За эти годы у него были 53 аспиранта, одним из его учеников стал Айвен Нивен. Диксон был приглашённым профессором Калифорнийского университета в 1914, 1918 и 1922 годах. В 1939 году он ушёл в отставку и вернулся в Техас, где скончался в 1954 году.
Дважды выступал на Международном конгрессе математиков (1920 и 1924 годы).
В 1902 году Диксон женился на Сьюзан Дэвис (Susan McLeod Davis), у них родились двое детей: Кэмпбелл и Элеонора.

## Научная деятельность
Диксон оказал значительное влияние на прогресс американской математики, особенно в общей алгебре. Его библиография включает 18 книг и более 250 статей. Посмертное собрание его трудов Collected Mathematical Papers of Leonard Eugene Dickson содержит шесть больших томов. Первые труды Диксона относятся к геометрии, позднее он стал одним из первых американских специалистов по создаваемой в тот период общей алгебре.

### Общая алгебра
В первой своей книге «Линейные группы с изложением теории полей Галуа» (1901 год) Диксон представил единую, полную и общую теорию классических линейных групп — не только над простым полем GF(p), как это сделал Жордан, но и над общим конечным полем GF(n). Книга стала и первым систематическим исследованием конечных полей. В приложении Диксон описал 53 неабелевые простые группы, порядок которых меньше миллиона; всего таких групп 56, три оставшиеся были обнаружены в 1960-е годы. В исследованиях конечных линейных групп Диксон обобщил результаты Галуа, Жордана и Серре.
Диксон одновременно с Джозефом Веддербёрном доказал, что каждое конечное ассоциативное тело коммутативно по умножению, то есть является полем. Анализ теоремы Веддербёрна привёл Диксона к исследованию неассоциативных алгебр, он нашёл все возможные трёхмерные- и четырёхмерные (неассоциативные) алгебры с делением над полем.
Совместно с Веддербёрном привёл (1914) первые примеры тела с центром ранга {\displaystyle n^{2}}. В 1905 году одним из первых занялся изучением полугрупп.
В 1919 году Диксон построил числа Кэли методом удвоения на базе кватернионов. Этот метод известен теперь как процедура Кэли-Диксона.

### Теория чисел
Диксон развил идеи И. М. Виноградова при исследовании проблемы Варинга. Он доказал ограниченный вариант этой проблемы, для {\displaystyle k\geqslant 7} и при дополнительном условии:
{\displaystyle (3^{k}+1)/(2^{k}-1)\leqslant [1.5^{k}]+1}
Высокую оценку заслужили работы Диксона по истории математики, особенно капитальная трёхтомная монография «История теории чисел» (1920). Диксон собирался написать четвёртый том, посвящённый вопросам квадратичной взаимности и более высоким степеням взаимности, но не закончил эту работу.

## Основные труды
Собрание сочинений Диксона издал его ученик Абрахам Адриан Альберт:
- Albert, A. Adrian, ed. (1975), The collected mathematical papers of Leonard Eugene Dickson, vol. I–VI, New York: AMS Chelsea Publishing, ISBN 978-0-8284-0273-6, MR 0749229 MR: 0441665

Самые известные работы Диксона:
- 1926. Modern algebraic theories[5]
- 1923, 1928. Algebraic Numbers. Report with others for U. S. National Research Council.
- 1929. Introduction to the Theory of Numbers[6]
- 1930. Studies in the Theory of Numbers[7]
- 1935. (with G. A. Bliss) «Biographical Memoir of Eliakim Hastings Moore 1862—1932.»
- 1935. Researches on Waring’s problem
- 1938. (with H. F. Blichfeldt and G. A. Miller) Theory and Applications of Finite Groups
- 1938. Algebras And Their Arithmetics (1st edn. in 1923)
- 1939. Modern Elementary Theory of Numbers
- 1939. New First Course in the Theory of Equations
- Plane Trigonometry With Practical Applications
- Linear groups: With an exposition of the Galois field theory, Dover Phoenix editions, New York: Dover Publications, 1958 [1901], ISBN 978-0-486-49548-4, MR 0104735[8][9] (online hathitrust.)
- Introduction to the theory of algebraic equations, New York: John Wiley & Sons, 1903 [1903][10] (online hathitrust.)
- Linear algebras, Reprinting of Cambridge Tracts in Mathematics and Mathematical Physics, No. 16, Naub press, 2010 [1914], ISBN 978-1-178-36805-5, MR 0118745[11]
- Algebraic invariants, Cornell University Library, 2010 [1914], ISBN 978-1-4297-0042-9[12]
- On invariants and the theory of numbers, Dover Phoenix editions, New York: Dover Publications, 2004 [1914], ISBN 978-0-486-43828-3, MR 0201389[13]
- Elementary theory of equations, Cornell University Library, 2009 [1914], ISBN 978-1-112-27988-1
- History of the theory of numbers. Vol. I: Divisibility and primality., New York: Dover Publications, 2005 [1919], ISBN 978-0-486-44232-7, MR 0245499[14]
- History of the theory of numbers. Vol. II: Diophantine analysis, New York: Dover Publications, 2005 [1920], ISBN 978-0-486-44233-4, MR 0245500[15]
- History of the theory of numbers. Vol. III: Quadratic and higher forms, New York: Dover Publications, 2005 [1923], ISBN 978-0-486-44234-1, MR 0245501
- First course in the  theory of equations, University of Michigan Library, 2009 [1922]
- Algebras and their arithmetics, New York: Dover Publications, 1960 [1923], ISBN 978-0-486-60616-3, MR 0111764[16]

### Русские переводы
- Диксон Л. E. Линейные алгебры. ОНТИ Харьков, 1935. — 80 с.
- Диксон Л. Е. Введение в теорию чисел. Тбилиси: Изд. Академии Наук Грузинской ССР., 1941. — 408 с.